# Come Out and Play (Twisted Sister)
Come Out and Play è il quarto album in studio della heavy metal band statunitense Twisted Sister pubblicato per l'Etichetta discografica Atlantic Records.

## Il disco
Tutti i testi sono scritti dal cantante Dee Snider eccetto "Leader Of The Pack", cover dei The Shangri-Las.
Il disco fu uno dei primi ad apparire in formato CD e debuttò al alla posizione numero 53 nella classifica di Billboard, divenendo disco d'oro per le circa 500 000 copie vendute. Dopo il successo del precedente album in studio, Stay Hungry, il gruppo decise sul da farsi riguardo alla direzione musicale da prendere e optò per un approccio simile a quello dell'album precedente, sebbene un po' più commerciale, con il produttore degli Scorpions Dieter Dierks alla consolle. La formula non si rivelò all'altezza delle aspettative e lo stesso tour di supporto al disco fu quasi un fiasco, con numerose date cancellate.
Nel 2007 I Twisted Sister hanno venduto un'edizione limitata per gli Stati Uniti di una ventina di copie di questo album, con copertina firmata dai 5 membri della band.

## Tracce
1. Come Out and Play (Snider) 4:51
2. Leader of the Pack (Greenwich, Morton, Barry) 3:48 (The Shangri-Las Cover)
3. You Want What We Got (Snider) 3:45
4. I Believe in Rock'n'Roll (Snider) 4:03
5. The Fire Still Burns (Snider) 3:34
6. Be Chrool to Your Scuel (Snider) 3:53
7. I Believe in You (Snider) 5:23
8. Out on the Streets (Snider) 4:27
9. Lookin' Out for #1 (Snider) 3:07
10. Kill or Be Killed (Snider) 2:47

### Tracce aggiunte nel Remaster (1999)
- 11. King of the Fools (Snider) 6:26

## Lineup
- Dee Snider - Voce
- Jay Jay French - Chitarra
- Eddie "Fingers" Ojeda Chitarra
- Mark "The Animal" Mendoza - Basso
- A.J. Pero (Anthony Jude Pero) - Batteria

### Altri musicisti
- Alice Cooper - Voce nella traccia 6
- Alan St. John - Tastiere
- Brian Setzer - Chitarra
- Billy Joel - Piano
- Clarence Clemons - Sassofono
- Don Dokken - Cori
- Gary Holland - Cori
- Maxine Waters - Cori
- Julia Waters - Cori
- The Uptown Horns - Corni